# Savannakhet
Savannakhet es la capital de la provincia de Savannakhet en Laos. Su nombre proviene de las palabras Savanh Nakhone, que significan "ciudad del paraíso", que era el nombre original de la ciudad. 
Savannakhet es la segunda ciudad de Laos en importancia, sólo superada por su capital, Vientián. Aunque su antiguo barrio colonial francés, situado a lo largo de la orilla del río Mekong, se ha convertido con el paso del tiempo en una zona deprimida y deteriorada, la proximidad de la ciudad a la emergente economía de Tailandia ha favorecido un nuevo desarrollo comercial en la zona norte de la misma, en las cercanías del puente sobre el río y la terminal de autobuses. 
Como la totalidad de las ciudades laosianas, la población de Savannakhet (unos 120.000 habitantes) es una mezcla de individuos laosianos, tailandeses y chinos, así como de otras etnias minoritarias del interior del país. 
Entre los edificios más significativos de la ciudad se encuentran un templo budista del siglo XV (Wat Sainyaphum), un templo chino, la Concatedral de Santa Teresa y una mezquita.

## Economía
El PIB per cápita anual de la ciudad es de $2,041 (2018).

## Transporte e infraestructuras
La ciudad posee enlace aéreo con el resto del país a través de su aeropuerto.
En 2005 comenzó la construcción del Segundo Puente de la Amistad entre Tailandia y Laos sobre el Mekong, con el fin de unir Savannakhet con Mukdahan, en Tailandia. Hasta ese entonces, ambas poblaciones se encontraban unidas por un servicio regular de ferries para personas y vehículos. El puente fue finalmente inaugurado el 19 de diciembre del 2016, abriendo para su uso público en enero del 2007.